# Knud Bryn
Knud Ørn Bryn, född 15 mars 1855 i Trondheim, död 28 maj 1941 i Oslo, var en norsk ingenjör. Han var bror till Halfdan Bryn.
Bryn utexaminerades från Trondheims Tekniske Læreanstalt 1874, Polytechnikum i München 1876 och studerade även elteknik 1883 i Berlin och Wien. Han knöts 1877 till stadsingenjörskontoret i Trondheim, innan han 1883 startade en egen affärsrörelse inom elteknik, vilken bland annat installerade den första elektriska belysningen i Trondheim och Kristiania (nuvarande Oslo) som agent för den tyska firman S.A. von Schuckert & Co i Nürnberg. År 1884 blev han delägare i det av Bertrand Kolbenstvedt två år tidigare grundade Elektrisk Bureau i Kristiania och 1886 direktör för det nystiftade Kristiania Telefonanlæg. Han företog 1889 och 1891 studieresor i Europa och USA samt framlade förslag till, planerade och ansvarade för utförandet av Kristiania elektricitetsverk. 
Bryn stiftade 1895 A/S Hafslund och blev dess verkställande direktör.  Detta bolag byggde en karbidfabrik vid Hafslund och ett kraftverk i Sarpfossen vid Sarpsborg. År 1903 tillkom även de stora kraftverken vid Kykkelsrudfallen. År 1912 köpte bolaget Vammafossen, som blev utbyggd och färdig 1915. Dessa av Bryn ledda anläggningar levererade elektricitet till bland annat Kristiania och tillhörde de största av sitt slag i Europa. Han avgick som verkställande direktör 1928 och blev då styrelseordförande.
Bryn hade även en rad viktiga poster inom näringslivets område, bland annat var han ordförande i Norsk Landstelefonforening, i Polyteknisk Forening, i Kristiania Håndverks- og Industriforening, i Holmenkollbanan, försäkringsbolaget "Fram" samt ledamot av centralstyrelsen för Norsk Fellesforening for Håndverk og industri. Han var ledare för den av honom 1903 stiftade mäktiga organisationen "Glommens Brukseierforening" som värnade om vattenfalls- och markägarnas intressen i landets största vattendrag. Han var 1895–97 ledamot av Kristiania bystyres formannsskap och var från 1907 i några år ordförande i huvudstadens "Næringsparti", en senare med Høyre sammanslagen organisation. Han var ledamot av Kristiania Videnskapsakademi och svenska Ingenjörsvetenskapsakademien.